# 知識を守るもの
知識を守るもの（ちしきをまもるもの）は、アメリカ合衆国のホラー小説家リチャード・F・シーライトの短編小説、および作中に登場する生物。英語原語表現が異なるが、どちらも「知識を守るもの」と邦訳されている。クトゥルフ神話作品。

## 『知識を守るもの』

### 概要
知識を守るもの（原題：英: The World of Knowledge）は、アメリカ合衆国のホラー小説家リチャード・F・シーライトが1992年に発表した短編小説。クトゥルフ神話の一つ。
シーライトの死後に発表された作品。作中時は1920年代、執筆は1930年代だが、『ウィアード・テイルズ』のライト編集長に掲載を拒否されたために世に出ず、60年ほど経過した1992年にようやく日の目を見た作品である。日本では1998年に翻訳が出ている。
ラヴクラフトはシーライトに創作アドバイスを行っており、本作の原稿を読んでいる。また本作の方も、ラヴクラフトの宇宙年代記を作品内に取り込んでいる。文献「エルトダウンの粘土板」にまつわる作品であり、本作品がお蔵入りになっている間にラヴクラフトが当文献を全く異なる設定で自作品に登場させている。
東雅夫は『クトゥルー神話事典』にて「『エルトダウン・シャーズ』の粘土板解読に憑かれた学究が、第十九粘土板に記された呪文を唱えることで、<知識を守るもの>を召喚、超古代から未来に及ぶ暗黒の地球史を目の当たりにする物語である」と解説している。

### 主な登場人物
- わたし - さまざまな情報源から、本作をまとめ上げた人物。
- ゴードン・ウィットニイ博士 - 主人公。ベロイン大学の化学教授。全知を求め、エルトダウンの第19粘土板に書かれた「知識を守るもの」を召喚しようとする。
- ターコフ教授 - 心理学者。霊視の力がある。
- ヒューズマン婦人 - ウィットニイ家の家政婦。

### あらすじ
幼いころから知識欲が旺盛であったウィットニイは、化学者として社会的にも経済的にも成功するも、なお全知を手に入れたいと大真面目に考えていた。しかし夢物語であり、たとえ薬品で脳を刺激しても一時しのぎにすぎず、化学を以ての実現は不可能という結論に至る。そこでウィットニイ博士は、エルトダウンの23枚の粘土板を解読し、第19粘土板に書かれている「知識を守るもの」の召喚に臨む。半信半疑で、さらに危険を承知しつつ、誘惑には抗えなかった。ウィットニイはついに呪文を唱え終わるが、何も起こらない。不安半分のまま、これまでの事を日記に記し就寝する。
夢の中でウィットニイは、未知の植物の生い茂る荒野で「知識を守るもの」に遭遇し、触腕に締め付けられる。そしてウィットニイの脳に知識が流れ込む。
宇宙が生まれ、地球が創世し、生命が生まれ、外宇宙から異種族が飛来する。大いなるものどもとクトゥルフの眷属が地球の覇権を巡って争い、爬虫類、哺乳類を経て、類人猿、そして人類が生まれる。アトランティス、レムリア、ムーなど忘れられてしまった古代文明が興り滅ぶ。やがて現生人類の歴史をなぞり、現代に達し、ウィットニイはあらゆる学問を理解する。未来、科学はさらに発展して問題を解決していき、やがて地球は老い、太陽も死んで世界は冷え去り、宇宙は闇の冷気に消滅する。
ウィットニイが目を開けると、いまだ召喚したものの触手に捕まったままであった。ウィットニイは怪物の目によって催眠をかけられ、精神を呑み込まれて一体化する。
翌朝、ウィットニイが寝室で死んでいるのが発見される。絶望の表情を浮かべていたが、死因はわからなかった。ウィットニイの手記が調べられたが、妄想と片付けられる。ターコフ教授は霊視で感じ取ったものを「わたし」に伝え、「わたし」は記録をまとめ上げる。

### 収録
- 『クトゥルー11』青心社、東谷真知子訳

### 関連作品
- 彼方からの挑戦 - ラヴクラフトを含めた5人の作家によるリレー作品。ラヴクラフト設定での「エルトダウン・シャーズ」が登場する（クトゥルフ神話の文献：エルトダウン・シャーズ）。

## キャラクターとしての『知識を守るもの』
知識を守るもの（ちしきをまもるもの、Warder of Knowledge）は、クトゥルフ神話に登場する架空の生物である。
エルトダウン・シャーズの第19粘土板に召喚方法の記述がある生物。記述者に依り、粘土板の知識の管理者とみなされているが、真実その通りかどうか不明。召喚者に対し敵意を持つ。巨大な黒々とした生物で蛇のように長い触腕を持ち、顔は人間に似ているが幅広く無表情で細長い緑色の眼を持つ。